# Sarkonjärvi
Sarkonjärvi är en sjö i Finland. Den ligger i Letala stad i landskapet Egentliga Finland, i den sydvästra delen av landet, 200 km väster om huvudstaden Helsingfors. Sarkonjärvi ligger 31 meter över havet. Arean är 21,2 hektar och strandlinjen är 2,93 kilometer lång. Sjön  ingår i Bottenhavets kustområde.   Den ligger vid sjön Otajärvi. I omgivningarna runt Sarkonjärvi växer i huvudsak barrskog.